# جزر العوانة
جزر العوانة (بالإنجليزية: Al-Awana Islands)‏ هي مجموعة جزر تقع في البحر الأبيض المتوسط على طول ساحل بلدية العوانة بولاية جيجل الواقعة شمال شرق الجزائر،
تبلغ مساحة الجزر على التوالي حوالي:
- جزيرة العوانة الكبرى 3 هكتار
- جزيرة العوانة الصغرى 2.9 هكتار
- جزيرة صغيرة 0.7 هكتار (بجانب ميناء العوانة)
- جزيرة تافلكوت الصغيرة 0.3 هكتار
- جزيرة صغيرة بطول 64 م
- جزيرة صغيرة بطول 30 م
- صخرة بحرية بطول 26 م
- صخرة بحرية بطول 20 م
- صخرة بحرية بطول 75 م
- صخرة بحرية بطول 34 م
- صخرة بحرية بطول 40 م
- صخرة بحرية بطول 24 م
- صخرة بحرية بطول 16 م
- صخرة بحرية بطول 25 م
- صخرة بحرية بطول 68 م
- صخور بحرية على إمتداد 240 م
- صخرة بحرية
- صخرة بحرية بطول 55 م
- صخرة بحرية بطول 50 م
- صخرة بحرية بطول 15 م
- صخرة بحرية

كما توجد بهذه المنطقة صخور بحرية صغيرة جداً لم يتم ذكرها هنا.